# 佩德羅特謝拉 (米納斯吉拉斯州)
佩德羅特謝拉（葡萄牙語：Pedro Teixeira）是巴西的城鎮，位於該國東南部，由米納斯吉拉斯州負責管轄，始建於1963年3月1日，面積113平方公里，2010年人口1,789，人口密度每平方公里15.82人。